# Кара Фейзи
Кара Фейзи е османски кърджалия, един от най-значимите кърджалийски главатари в края на XVIII и началото на XIX век, а по-късно аян на Брезник.

## Биография
Първите сведения за Кара Фейзи са от 1794 – 1795 година, когато е сред съратниците на видинския управител Осман Пазвантоглу. През 1797 година, заедно с Манаф Ибрахим, води голям поход в Източна Тракия, завземайки Хасково и пресичайки Тунджа към Одрин. През 1799 година, заедно с Индже войвода, завзема Лозенград и контролира околностите му с 500 – 600 конници. Малко след това напада керваните, връщащи се от Сливенския панаир, разбива охраняващата ги шестхилядна армия, заграбва огромна плячка, оценявана на 3 милиона гроша, след което се оттегля на север от Стара планина.
След този успех Кара Фейзи се превръща в най-авторитетния кърджалийски водач в Румелия. През март 1800 година той започва нов поход към Източна Тракия начело на петхилядна войска. Първоначално превзема Карнобат и опожарява Факия, Карабунар и Лозенград, след което се установява в Люлебургас и прекъсва пътната връзка между Одрин и Константинопол. Отделни кърджалийски части достигат чак до Силиврия, към столицата се отправя голяма вълна от бежанци. Кара Фейзи изпраща писма в Константинопол, с които иска отмяната на Низам-и Джедид и свързаните с него нови данъци и екзекуцията на смятаните за негови инициатори Юсуф ага, приближен на Михришах валиде султан, и Кючюк Хюсеин паша, зет на султан Селим III.
Властите се опитват да спрат Кара Фейзи като извеждат от столицата новосъздадените низамски части и мобилизират еялетлии от Анадола, но много от собствените им офицери и служители прикрито или явно подкрепят кърджалиите. Правителството изглежда се опасява и от бунтове в самата столица, защото пренася запасите си от муниции на азиатския бряг. След като низамите обкръжават войски на Кара Фейзи в Люлебургас, те успяват да напуснат града със съдействието на валията на Измит Хюсеин паша, който малко по-късно е убит по нареждане на правителството. Паниката в Константинопол продължава до края на пролетта, когато Кара Фейзи се оттегля със заграбената плячка на север от Стара планина.
През юни 1800 година Кара Фейзи с войската си се явява при Търново и отблъсква Плесли Мехмед паша, който обсажда в крепостта съюзници на Осман Пазвантоглу. През октомври оглавява нов добре организиран поход, оборудван и с артилерия, който обсажда Сливен, Одрин и Лозенград и напредва към Константинопол. Удържа значителна победа при Одрин срещу валията на Трабзон Таяр паша, а към края на ноември отново се оттегля на север. През пролетта на 1801 година отново напада Източна Тракия, достигайки до Родосто, но сега среща съпротивата на съюзените местни аяни и след като претърпява поражение в района на Виза е принуден да се оттегли.
През пролетта на 1803 година Кара Фейзи, наред с Али Молла и Дели Кадри, води нов поход в Тракия, като отново правителствените части се укрепяват в Константинопол и Одрин, а реална съпротива оказват само местните аяни. През септември той прави опит да се наложи като аян на Казанлък, но е прогонен от съседните аяни и разграбва Казанлъшко и Стара Загора. През ноември, заедно с Дели Кадри, разграбва Люлебургас и напредва към Родосто. През следващите месеци влиза в чести сблъсъци с низамски части, но като цяло контролира територията между Одрин и Родосто и заплашва столицата до края на лятото, когато се оттегля. През август и септември 1804 година силите на Кара Фейзи, вече в съюз с гюмюрджинския аян Сюлейман Токатджикли, действат в широка зона от Новозагорско до Пиротско.
През следващите месеци Кара Фейзи се задържа в Пиротско и Нишко, което кара жителите на София да организират три отряда от постоянна наемна охрана. Причина за това може би е влошаване на отношенията му с Осман Пазвантоглу, което не му позволява да се върне в обичайната си база Видин. През януари 1804 година Кара Фейзи и няколко други кърджалийски главатари постигат примирие с правителството, което им разрешава да разположат частите си в Софийско, а след това и в Пловдивско.
През февруари 1805 конфликтът е подновен, като Кара Фейзи и Дели Кадри започват нов голям поход към Тракия. Кара Фейзи в продължение на месеци ограбва безнаказано Пловдивско и Старозагорско, докато в началото на септември правителството го признава за аян на Пловдив. Аянът на Хасанкьой обаче отказва да го допусне в града и той се съгласява да приеме аянството на Брезник.
След 1806 година сведенията за Кара Фейзи са ограничени и се свеждат главно до местни легенди от Брезнишко и Софийско. Според една от тях той забранил църковната служба във владенията си, но отменил забраната, след чудодейно изцеление на сина му в местен манастир. Друга, вероятно силно преувеличена, легенда описва разграбването на чаршиите в София през 1832 година. Последното сведение за него е от манастирска приписка от 1843 година, според която по това време той все още управлява в Брезник.